# Hot Marijke
Hot Marijke (Kapellen, 17 juli 1986) is een Vlaamse prostituee, columniste, pornoactrice en camgirl.

## Biografie
Tijdens een erotische fotosessie in 2005 kwam ze in contact met haar latere man en manager met wie ze haar pseudoniem Hot Marijke bedacht. Ze startte als foto/filmmodel, camgirl en breidde haar activiteiten vervolgens uit naar (erotische) SM, prostitutie (privé-ontvangst en escort), striptease en het geven van seksadvies.

## Media-aandacht
Sinds 2006 komt Hot Marijke regelmatig in de media in België en in Nederland, waar ze de Vlaamse Kim Holland wordt genoemd. In januari 2006 lanceerde ze haar eigen website. Al snel besteedden de Vlaamse gedrukte media (Humo, P-Magazine) aandacht aan haar. 
De prostituee kwam in 2007 negatief in het nieuws, toen bekend werd dat zij de namen bekendmaakte van klanten die niet kwamen opdagen na het maken van een afspraak.
Sinds 2007 is ze aanwezig op Vlaamse eroticabeurzen. In 2008 organiseerde P-Magazine een ontmoeting in Amsterdam tussen Hot Marijke en Xaviera Hollander, de Happy Hooker. In 2008 bracht ze ook haar autobiografie This iS My life uit, die verscheen bij Standaard Uitgeverij.
Sinds 2009 schrijft zij een maandelijkse column voor het seksblad Candy. Eveneens in 2009 trad ze op op de Nederlandse erotiekbeurs Kamasutra.
In maart 2010 werd zij (hoogzwanger) door Ivan Heylen uitgenodigd voor een verblijf in diens villa in de Algarve in Portugal. Deze reportage werd gemaakt voor de digitale tv-zender GUNKtv. In april 2010 voerde ze een rechtszaak tegen naturistenvereniging Athena omdat deze haar weigerde op hun naturistencamping in Ossendrecht toe te laten.
In 2011 vormde Hot Marijke het centrale thema voor twee nummers van de Nederlandse erotische stripreeks Zwarte Reeks.
De orale seks-marathon die ze in maart 2012 op de erotische beurs Erolife in Antwerpen wilde houden, werd verboden door de politie.
In 2012 voerde ze een juridische procedure voor de vrederechter, omdat de verhuurder van de villa waarnaartoe ze wilde verhuizen, haar vanwege de aard van haar beroep het huis niet wilde verhuren. Ze won de procedure, maar ze besloot alsnog naar elders te verhuizen.
Op 15 december 2013 verscheen de film Geile kerstfuif met Hot Marijke. Het was de eerste Vlaamse film in dit genre in 3D. De film was alleen te zien op Passion XL, het erotische kanaal van Telenet.
Sinds 2014 heeft Hot Marijke een eigen podium "In bed met Hot Marijke" op Kamping Kitsch Club in Kortrijk.
In 2020 kreeg Hot Marijke een column op de extreemrechtse satirische website 't Scheldt.

## Privéleven
Marijke groeide op in Stabroek. Op 24 december 2005 trouwde ze met haar manager Paul, die ze eerder dat jaar had ontmoet.
Hij was ook "het brein" achter de pornofilm Heet om te zien. Het echtpaar verhuisde in 2009 naar Knokke. Samen heeft het koppel één zoon.